# Liste des préfets de Loir-et-Cher
Cette page dresse la liste des préfets de Loir-et-Cher depuis 1800.

## ConsulatetPremier Empire
| Période              | Période            | Identité                                   | Fonction précédente                         | Observation                             |
| -------------------- | ------------------ | ------------------------------------------ | ------------------------------------------- | --------------------------------------- |
| 11 ventôse an VIII   | 30 ventôse an VIII | François Joseph Beyts (1763-1832)          |                                             |                                         |
| 17 thermidor an VIII | 29 avril 1811      | Louis Chicoilet de Corbigny (1771-1811)    |                                             | Mort en fonction.                       |
| 9 mai 1811           | 11 juillet 1815    | Beltrame Christiani de Ravaran (1769-1854) | Sous-préfet d'Asti (département de Marengo) | Piémontais naturalisé français en 1814. |

## Préfets de la Seconde Restauration (1815-1830)
| Période          | Période         | Identité                                   | Fonction précédente     | Observation |
| ---------------- | --------------- | ------------------------------------------ | ----------------------- | --- |
| 12 juillet 1815  | février 1816    | Claude-René Bacot de Romand (1782-1853)    | Préfet d'Indre-et-Loire | Élu député d'Indre-et-Loire.                                                                                           |
| 17 février 1816  | 24 février 1819 | Hippolyte Terray de Rozières (1774-1849)   |                         | Petit-neveu de Joseph Marie Terray.                                                                                    |
| 24 février 1819  | 27 juin 1823    | Joseph Pelet de la Lozère                  |                         | Député de Loir-et-Cher, ministre et Pair de France.                                                                    |
| 27 juin 1823     | novembre 1828   | Athanase Conen de Saint-Luc (1769-1844)    |                         | |
| 12 novembre 1828 | juillet 1830    | Albert-Magdelaine-Claude de Lezay-Marnésia |                         | Démissionne aux Trois Glorieuses, mais retire sa démission sur demande de la population. Pair de France puis sénateur. |

## Préfets de la monarchie de Juillet
| Période      | Période         | Identité                                   | Fonction précédente                                                                                                  | Observation                          |
| ------------ | --------------- | ------------------------------------------ | --- | ------------------------------------ |
| juillet 1830 | 27 février 1848 | Albert-Magdelaine-Claude de Lezay-Marnésia | Préfet de Loir-et-Cher, ayant démissionné aux Trois Glorieuses, il reprend sa fonction sur demande de la population. | Démissionne à la révolution de 1848. |

## Commissaires du gouvernement et préfets de la Deuxième République (1848-1851)
| Période           | Période         | Identité                            | Fonction précédente | Observation             |
| ----------------- | --------------- | ----------------------------------- | ------------------- | ----------------------- |
| 27 février 1848   | 29 février 1848 | Germain Sarrut (1800-1883)          |                     | Député de Loir-et-Cher. |
| 29 février 1848   | 29 avril 1848   | François Joseph Ducoux (1808-1873)  |                     | Député de Loir-et-Cher. |
| 29 avril 1848     | 21 mai 1848     | François-Auguste Sebire (1797-1871) |                     |                         |
| 21 mai 1848       | septembre 1849  | Jean-Marie Leroy (1794-1880)        |                     | Maire de Blois.         |
| 24 septembre 1849 | 3 décembre 1851 | Adrien-Hippolyte Sohier (1815-1911) |                     | Démissionnaire.         |

## Préfets du Second Empire (1851-1870)
| Période         | Période          | Identité                                               | Fonction précédente | Observation |
| --------------- | ---------------- | ------------------------------------------------------ | ------------------- | ----------- |
| 3 décembre 1851 | mars 1853        | Antoine-Auguste Chicaneau (puis Chambaron) (1814-1875) |                     |             |
| 30 mars 1853    | juin 1854        | Félix-Jean-Baptiste Chadenet (1798-1874)               |                     |             |
| 21 juin 1854    | 4 juillet 1868   | Paul-Henri de Soubeyran-Raynaud (1804-1874)            |                     |             |
| 20 avril 1868   | octobre 1869     | Théodore-Camille Michon de Vougy (1818-1911)           |                     |             |
| 23 octobre 1869 | 5 septembre 1870 | Charles-Louis-Antoine de Gauville (1823-1879)          |                     |             |

## Préfets de la Troisième République (1870-1940)
| Période           | Période           | Identité                                            | Fonction précédente | Observation                                                                |
| ----------------- | ----------------- | --------------------------------------------------- | ------------------- | -------------------------------------------------------------------------- |
| 8 septembre 1870  | 8 mars 1871       | Louis-Alphonse Lecanu (1819-1899)                   |                     |                                                                            |
| 25 mars 1871      | 8 mai 1872        | Ernest Camescasse (1838-1897)                       |                     |                                                                            |
| 8 mai 1872        | 26 mai 1873       | Ernest Hendlé (1844-1900)                           |                     |                                                                            |
| 26 mai 1873       | 16 octobre 1873   | Émile Lorois (1831-1899)                            |                     |                                                                            |
| 16 octobre 1873   | 1er octobre 1874  | Paul Diard (1833-1879)                              |                     | Mis en disponibilité.                                                      |
| 28 août 1874      | 13 avril 1876     | Raymond Fournier-Sarlovèze (1836-1876)              | Préfet de la Creuse |                                                                            |
| 13 avril 1876     | 21 mai 1877       | Marie-Joseph Piquet-Damesme (1825-????)             |                     |                                                                            |
| 18 avril 1877     | 18 avril 1877     | Georges Patinot (1844-1895)                         |                     | Non installé, démissionnaire.                                              |
| 21 mai 1877       | 18 décembre 1877  | Maurice de Foucault (1839-1899)                     |                     | Démissionnaire.                                                            |
| 18 décembre 1877  | 9 novembre 1882   | Léon Cohn (1849-1899)                               |                     |                                                                            |
| 8 novembre 1882   | 10 avril 1883     | Jean-Louis Maréchal dit Maréchal-Lebrun (1824-????) |                     |                                                                            |
| 4 avril 1883      | 5 mai 1885        | Pierre-Jacques André (1838-????)                    |                     |                                                                            |
| 25 avril 1885     | 21 mai 1886       | Fernand-Félix Duflos (1851-1914)                    |                     |                                                                            |
| 21 mai 1886       | 11 novembre 1886  | Auguste Frémont (1846-1952)                         |                     |                                                                            |
| 11 novembre 1886  | 8 janvier 1887    | Jean-Marie du Chaylard (1844-????)                  |                     |                                                                            |
| 8 janvier 1887    | 24 mai 1889       | Paul-Timoléon Vatin (1848-1924)                     |                     |                                                                            |
| 24 mai 1889       | 4 décembre 1892   | Olivier Sainsère (1852-1923)                        |                     | Conseiller d'État et secrétaire général de la Présidence de la République. |
| 31 décembre 1892  | 31 juillet 1894   | Pierre-Marie-Georges Louvel (1844-1897)             |                     |                                                                            |
| 31 juillet 1894   | 13 septembre 1897 | Jules-Antoine-Henri Duréault (1858-1942)            |                     |                                                                            |
| 13 septembre 1897 | 16 juillet 1898   | Gaston Dieny (1850-1910)                            |                     |                                                                            |
| 16 juillet 1898   | 31 décembre 1899  | Adolphe Bonnet (1859-1945)                          |                     |                                                                            |
| 31 décembre 1899  | 5 septembre 1904  | Émile-Eugène Heim (1854-1905)                       |                     |                                                                            |
| 5 septembre 1904  | 3 octobre 1910    | Octave Dardenne (1852-????)                         |                     |                                                                            |
| 3 octobre 1910    | 10 mai 1913       | René-Jules Brisac (1864-1939)                       |                     |                                                                            |
| 10 mai 1913       | 28 décembre 1915  | Marcel Maupoil (1876-1938)                          |                     | Mobilisé à sa demande. Conseiller d'État.                                  |
| 28 décembre 1915  | 15 octobre 1918   | Charles Arnault (1868-1936)                         |                     | Exerce d'abord par intérim (jusqu'au 18 décembre 1917).                    |
| 12 septembre 1918 | 20 septembre 1918 | Achille Villey-Desmeserets (1878-1855)              |                     | Maintenu aux Armées.                                                       |
| 15 octobre 1918   | 21 mars 1922      | Édouard Marraud (1870-????)                         |                     | Exerce d'abord par intérim (jusqu'au 22 janvier 1919).                     |
| 12 mars 1922      | 30 octobre 1922   | Louis Mage (1873-1946)                              |                     |                                                                            |
| 12 octobre 1922   | 24 août 1924      | Marcel Bernard (1878-1968)                          |                     |                                                                            |
| 2 août 1924       | 10 mars 1929      | Auguste-Georges Martin (1878-1965)                  |                     |                                                                            |
| 19 février 1929   | 1er juillet 1929  | Frédéric Atger (1881-1976)                          |                     |                                                                            |
| 28 mai 1929       | 31 octobre 1932   | Paul Bouët (1878-1970)                              | Préfet des Ardennes | Conseiller d'État. Nommé préfet de Loir-et-Cher                            |
| 13 octobre 1932   | 29 mai 1938       | Bernard Larroque (1878-1945)                        |                     | Admis à la retraite le 18 janvier 1938                                     |
| 23 mars 1938      | 31 mai 1938       | Jacques Comtet (1888-1970)                          |                     |                                                                            |
| 23 mars 1938      | 24 août 1940      | Pierre-Antoine Vieillescazes (1882-1946)            |                     |                                                                            |

## Préfets du Régime de Vichy (1940-1944)
| Période          | Période          | Identité                           | Fonction précédente | Observation                                                                                                   |
| ---------------- | ---------------- | ---------------------------------- | ------------------- | --- |
| 8 août 1940      | 5 décembre 1941  | Paul-Émile Grimaud (1897-1974)     |                     | |
| 14 novembre 1941 | 5 décembre 1942  | Jacques-Félix Bussière (1895-1945) |                     | Décédé lors du bombardement par l'aviation britannique du Cap Arcona, au large de Neustadt (Troisième Reich). |
| 4 novembre 1942  | 17 novembre 1944 | René Aucourt (1894-1973)           |                     | Quitte ses fonctions le 1er juillet 1944.                                                                     |

## Préfets du Gouvernement provisoire de la République française (1944-1946) et de la Quatrième République (1944-1958)
| Période           | Période          | Identité                       | Fonction précédente              | Observation                                                                                         |
| ----------------- | ---------------- | ------------------------------ | -------------------------------- | --------------------------------------------------------------------------------------------------- |
| 18 novembre 1944  | 5 janvier 1945   | Louis Keller (1899-1968)       | En fonction dès le 16 août 1944. | |
| 29 décembre 1944  | 20 août 1946     | Gabriel Delaunay (1907-1998)   |                                  | Éditorialiste à La Nouvelle-République.                                                             |
| 24 juillet 1946   | 5 avril 1947     | Yves Bayet (1908-1977)         |                                  | |
| 4 avril 1947      | 15 juin 1948     | Antoine Poggioli (1897-1980)   |                                  | |
| 2 juin 1948       | 15 juillet 1951  | Robert Holveck (1900-1995)     |                                  | |
| 28 août 1951      | 31 juillet 1955  | Pierre Sudreau (1919-2012)     |                                  | Maire de Blois, président du Conseil régional de la région Centre, député de Loir-et-Cher, ministre |
| 1er août 1955     | 1er juin 1957    | Jean Canet (1909-1989)         |                                  | |
| 16 juin 1957      | 1er octobre 1957 | Roland Luc Béchoff (1906-2006) |                                  | |
| 27 septembre 1957 | 22 mars 1959     | Georges Brottes (1910-1996)    |                                  | |

## Préfets de la Cinquième République (depuis 1958)
| Période            | Période           | Identité                        | Fonction précédente                                                                  | Observation                                       |
| ------------------ | ----------------- | ------------------------------- | ------------------------------------------------------------------------------------ | ------------------------------------------------- |
| 13 février 1959    | 1er décembre 1961 | Jacques Barbier (1907-1969)     |                                                                                      |                                                   |
| 24 novembre 1961   | 22 janvier 1962   | Jacques Aubert (1913-1996)      |                                                                                      |                                                   |
| 25 avril 1962      | 19 septembre 1964 | René Jannin (1914-1978)         |                                                                                      |                                                   |
| 19 septembre 1964  | 9 octobre 1969    | Vitalis Cros (1913-1999)        |                                                                                      |                                                   |
| 9 octobre 1969     | 27 juin 1975      | Marcel Dufay (1915-1989)        |                                                                                      |                                                   |
| 27 juin 1975       | 29 avril 1977     | Gérard Belorgey (1933)          |                                                                                      |                                                   |
| 25 avril 1977      | 9 juillet 1981    | Charles-Noël Hardy (1934)       |                                                                                      |                                                   |
| 10 juillet 1981    | 2 février 1983    | Yvette Chassagne (1922-2007)    |                                                                                      |                                                   |
| 2 février 1983     | 26 mars 1985      | Albert Ulrich (1921-2000)       |                                                                                      |                                                   |
| 8 mars 1985        | 9 décembre 1985   | Jacques Poyer (1936)            |                                                                                      |                                                   |
| 25 novembre 1985   | 10 août 1986      | Henri Coury (d) (1928-2016)     |                                                                                      |                                                   |
| 25 juillet 1986    | 16 octobre 1987   | Bernard Monginet (1936-2007)    |                                                                                      |                                                   |
| 16 octobre 1987    | 31 janvier 1989   | Michel Brizard (1936)           |                                                                                      |                                                   |
| 31 janvier 1989    | 14 février 1992   | Jean-François Seiller (1937)    |                                                                                      |                                                   |
| 14 février 1992    | 2 novembre 1993   | Gérard Guiter (1944)            |                                                                                      |                                                   |
| 2 novembre 1993    | 23 décembre 1996  | Catherine Delmas-Comolli (1948) |                                                                                      |                                                   |
| 23 décembre 1996   | 17 novembre 1997  | François Fillatre (1942)        |                                                                                      |                                                   |
| 17 novembre 1997   | 3 septembre 2001  | Jean-Paul Faugère (1956)        |                                                                                      |                                                   |
| 3 septembre 2001   | janvier 2004      | Marc Cabane (1946)              |                                                                                      |                                                   |
| 16 janvier 2004    | 27 juin 2008      | Pierre Pouëssel (1955)          |                                                                                      |                                                   |
| 16 juillet 2008    | 30 septembre 2010 | Philippe Galli (1956)           |                                                                                      |                                                   |
| 30 septembre 2010  | février 2012      | Nicolas Basselier (1959)        |                                                                                      |                                                   |
| février 2012       | août 2014         | Gilles Lagarde (d) (1960)       | Directeur de cabinet de la ministre de la Santé (2010-2012)                          | Directeur de cabinet du président du Sénat (2017- |
| 1er septembre 2014 | 3 novembre 2016   | Yves Le Breton (d)              |                                                                                      |                                                   |
| 21 novembre 2016   | 27 mars 2019      | Jean-Pierre Condemine (d)       | Préfet de la Nièvre                                                                  |                                                   |
| 27 mars 2019       | 27 décembre 2020  | Yves Rousset (d)                | Préfet de la Haute-Loire                                                             |                                                   |
| 6 janvier 2021     |                   | François Pesneau (d)            | Chef du service de la modernisation de l'action publique au ministère de l'intérieur |                                                   |